# Mercato di riferimento
Per mercato di riferimento (in inglese target market) si intende un certo tipo di mercato al quale rivolge la propria offerta un'impresa. È il risultato di un processo, dopo aver effettuato ricerche di mercato, segmentazione e aver individuato il target a cui si vuole rivolgere l'offerta.

## Il procedimento di analisi
Il primo passo da intraprendere prima di aprire un'azienda dunque è quello di individuare gli altri attori che già detengono quote del mercato di riferimento o che potranno farlo in futuro, in modo indiretto attraverso la produzione o l'erogazione di servizi e/o prodotti perfettamente sostituibili con quelli che si intendono vendere; tale concorrenza è definita come concorrenza indiretta. Nello studiare i concorrenti è necessario individuare i loro punti di forza e di debolezza in modo da poter comparare i prodotti o servizi e definire le strategie competitive da attuare, realizzando il cosiddetto benchmarking (ossia il parametro di riferimento).

## Lo scopo e la funzione
L'analisi del mercato di riferimento è volta a raccogliere e segmentare le informazioni sul contesto nel quale si svolgerà l'attività di un'impresa per valutarne le dimensioni ed i concorrenti che operano già in un determinato settore. Un mercato di riferimento è il gruppo dei possibili clienti su cui l’azienda ha deciso di puntare.

## La strategia di marketing
Un obiettivo di mercato ben definito è il primo elemento di una strategia di marketing e per fare questo è necessario focalizzare la propria attenzione su quattro elementi del marketing mix che determinano il successo di un prodotto o di un servizio sul mercato: prodotto, prezzo, promozione e postazione di vendita. I mercati di riferimento sono quindi gruppi di individui selezionabili in base ad alcune variabili di segmentazione: la posizione geografica, demografica, la segmentazione socio-economica, quella psicografica (ovvero degli atteggiamenti, dei valori e stili di vita), quella comportamentale (ovvero il grado di fedeltà nelle abitudini) e la segmentazione relativa ai prodotti (ad esempio in base alla relazione con un prodotto specifico).